# Bron vid Remagen
Bron vid Remagen (engelska: The Bridge at Remagen) är en amerikansk krigsfilm från 1969 i regi av John Guillermin.
Filmen bygger på Ken Hechlers bok Bridge at Remagen.

## Handling
Vid slutet av andra världskriget återstår bara en intakt bro över Rhen, vid Remagen. De allierade styrkorna skyndar fram för att nå bron innan tyskarna hinner spränga den också.

## Rollista i urval
- George Segal - löjtnant Phil Hartman
- Robert Vaughn - major Paul Kreuger
- Ben Gazzara - sergeant Angelo
- Bradford Dillman - major Barnes
- E.G. Marshall - brigadgeneral Shinner
- Peter van Eyck - general von Brock
- Heinz Reincke - Holzgang
- Hans Christian Blech - kapten Carl Schmidt
- Sonja Ziemann - Greta Holzgang
- Anna Gaël - flickan
- Bo Hopkins - korpral Grebs
- Richard Münch - general von Sturmer